# Nikita (nadador)
João Reinaldo Costa Lima Neto, conhecido como Nikita (Recife, 17 de maio de 1947) é um nadador brasileiro, que participou de uma edição dos Jogos Olímpicos pelo Brasil. Era especialista nas provas de 100 e 200 metros borboleta.

## Trajetória esportiva
Aos 14 anos começou a nadar no Clube Português e fez parte da equipe do professor Rubens Teixeira. Começou no nado livre e, depois de dois anos, passou para o nado borboleta.
Em 1966 foi campeão brasileiro nos 200 metros nado borboleta e bateu o recorde da prova. Nadou, também, pelas equipes do Botafogo e do Flamengo.
Encerrou a carreira de atleta, quando entrou na faculdade. Formado em economia e educação física, tornou-se técnico de natação no Clube Português e trabalhou por 25 anos no Náutico.
Foi coordenador de escolinhas e técnico de equipes de natação a partir de 1970. e professor na Universidade Federal de Pernambuco (UFPE) de 1973 até 1996.
Atleta consagrado, treinador de sucesso e um descobridor de talentos, foi responsável por revelar nomes como Adriana Salazar, Joanna Maranhão, Paula Baracho e Etiene Medeiros. Como empresário, Nikita comanda a própria academia desde 2009.

### Participações em Olimpíadas e Pan-Americanos
Nos Jogos Pan-Americanos de 1967, em Winnipeg, conquistou medalha de bronze no revezamento 4 x 100m medley, junto com Ilson Asturiano, José Sylvio Fiolo e Waldyr Ramos.
Nas Olimpíadas da Cidade do México em 1968, nadou os 100 metros borboleta e os 4 x 100 metro medley, não chegando às finais das provas.